# Розенберг, Александр Николаевич
Александр Николаевич Розенберг (молд.  / рум. Александру Николаэвич Розенберг / Alexandru Nicolaevici Rozenberg, укр. Олександр Миколайович Розенберг; род. 18 октября 1967, Ладыжин, Тростянецкий район, Винницкая область, Украинская ССР, СССР) — приднестровский государственный и общественный деятель. Председатель Правительства Приднестровской Молдавской Республики с 30 мая 2022 года.
Министр сельского хозяйства и природных ресурсов Приднестровской Молдавской Республики с 19 января по 29 мая 2022 года.

## Биография
По национальности — еврей.
С 1982 по 1986 год учился в Днестровском энергетическом техникуме по специальности «техник-электрик», после окончания которого работал в совхозе «Прогресс» с. Ташлык Григориопольского района электриком.
С 1986 по 1988 год проходил военную службу в рядах Советской Армии.
В 1988 году поступил в Кишинёвский сельскохозяйственный институт им. М. В. Фрунзе, который окончил в 1994 году, получив специальность «инженер-электрик».
С июля 1994 года был принят на должность ведущего специалиста ГП «Энергонадзор», затем осуществлял деятельность.
С 1995 года — в госэнергокомпании «Днестрэнерго» в должности инспектора инспекции энергонадзора.
С 2000 года в Министерстве юстиции Приднестровской Молдавской Республики — в должности главного специалиста — государственного инспектора отдела энергонадзора в промышленности и быту.
С 2001 года — в должности и. о. начальника государственной службы стандартизации, метрологии и сертификации.
С 2002 года — в должности начальника государственной службы стандартизации, метрологии и сертификации в ранге заместителя министра.
С 2004 года в Министерстве экономики Приднестровской Молдавской Республики — в должности начальника государственной службы технического регулирования и метрологии.
С 2006 года в Министерстве промышленности Приднестровской Молдавской Республики — в должности начальника государственной службы надзора за соблюдением законодательства в сфере технического регулирования и метрологии транспортного законодательства, надзора за маломерными судами — главного государственного инспектора.
В 2007 году назначен на должность заместителя министра промышленности — начальника Главного управления по строительству, жилищно-коммунальной политике, транспорту и дорожному хозяйству.
С 2009 по 2010 год занимал должность исполнительного директора ООО «Экспресстранс».
С 1 марта 2012 года по 19 января 2022 года работал в ЗАО «Тираспольский комбинат хлебопродуктов».

### Работа в правительстве
19 января 2022 года указом президента ПМР назначен на должность министра сельского хозяйства и природных ресурсов ПМР.

### Председатель правительства
26 мая 2022 года председатель правительства Александр Мартынов объявил об отставке правительства. В тот же день президент ПМР подписал заявление об отставке и предложил в качестве кандидата на должность Александра Розенберга, соответствующее предложение было направлено в Верховный совет Приднестровской Молдавской Республики на рассмотрение. 27 мая на внеплановом заседании Верховный совет рассмотрел предложение президента и принял кандидатуру Розенберга, а 30 мая президент ПМР подписал указ о назначении нового председателя правительства.

## Семья и дети
Женат, двое детей.

## Награды[4]
- Орден «Трудовая слава» (2019)
- Медаль «За отличие в труде» (2008)
- Грамота Министерства юстиции ПМР (2001)
- Грамота Министерства экономики ПМР (2005)